# Duncan Clinch Heyward
Duncan Clinch Heyward (* 24. Juni 1864 im Richland County, South Carolina; † 23. Januar 1943 in Columbia, South Carolina) war ein US-amerikanischer Politiker und von 1903 bis 1907 Gouverneur von South Carolina.

## Frühe Jahre und politische Karriere
Duncan Heyward besuchte zwischen 1882 und 1885 die Washington and Lee University in Lexington, Virginia. Danach wurde er einer der größten Reispflanzer in South Carolina. Heyward bekannte sich zu der Demokratischen Partei und wurde von dieser für die Gouverneurswahlen am 4. November 1902 zum Spitzenkandidaten nominiert. Bis zu diesem Zeitpunkt war er politisch nicht in Erscheinung getreten. Die Wahl war reine Formsache, weil es keinen Gegenkandidaten gab. Seine Wiederwahl am 8. November 1904 erfolgte ebenfalls konkurrenzlos. Heyward trat sein neues Amt am 20. Januar 1903 an und behielt es bis zum 15. Januar 1907.

## Gouverneur von South Carolina
Während seiner Amtszeit wurde ein Gesetz gegen Kinderarbeit erlassen. Demnach war es illegal, Kinder unter zehn Jahren zu beschäftigen. Außerdem wurde das so genannte Brice Act erlassen, das das staatliche Alkoholmonopol, das einst von Gouverneur Benjamin Ryan Tillman erlassen wurde, wieder aufhob. Hintergrund war die Diskussion um ein Prohibitionsgesetz in fast allen Bundesstaaten der USA. Im Jahr 1905 wurde das Gibbes Museum in Charleston eröffnet. Gouverneur Heyward vergrößerte auch die bisherige Landwirtschaftsabteilung in seiner Regierung und erhob sie zu einem offiziellen Ministerium. Erwähnenswert aus dieser Zeit ist auch noch ein Hochwasser im Juni 1903, bei dem über 60 Menschen ums Leben kamen.

## Weiterer Lebensweg
Nach Ablauf seiner zweiten Amtszeit durfte Heyward wegen einer Verfassungsbestimmung nicht unmittelbar wieder kandidieren. Im Jahr 1913 wurde er von Präsident Woodrow Wilson zum Bundessteuereinnehmer für South Carolina ernannt. Duncan Heyward starb im Januar 1943. Er war mit Mary Elizabeth Campbell verheiratet, mit der er vier Kinder hatte.